# Никольское (Калининградская область)
Никольское (до 1938 — Гиверлаукен (нем. Giewerlauken), до 1946 — Хиршфлур (нем. Hirschflur)) — посёлок в Краснознаменском городском округе Калининградской области. Входил в состав Алексеевского сельского поселения.

## Население
| 1867 | 1885 | 1910 | 1933 | 1939 | 2002 | 2010 |
| ---- | ---- | ---- | ---- | ---- | ---- | ---- |
| 523  | ↘470 | ↗530 | ↘479 | ↘419 | ↘36  | ↘32  |

## История
Ранее называлось Гиверлаукен до 1938, Хиршфлур до 1946 года.